# 河合町立河合第三小学校
河合町立河合第三小学校（かわいちょうりつ かわいだいさんしょうがっこう）は奈良県北葛城郡河合町にあった公立小学校。
2017年現在の児童数は約200名と、河合町内の小学校で最も少ない。近年は一学年二クラスの構成で、1組、2組である。　　　　２０２０年3月31日廃校により、河合町立河合第二小学校に統合された。

## 沿革
- 1981年（昭和56年）4月1日 - 河合第二小学校より分離開校[2]。2019年度が終われば、廃校となる。
- 2020年　(令和2年)  3月31日- 廃校となり、河合町立河合第二小学校へ統合された。

## 主な学校行事
修学旅行
6年生が一泊二日で広島を訪れる。平和学習の一環として原爆ドームや広島平和記念公園、広島平和記念資料館、大和ミュージアム、宮島などに行く。
野外活動
5年生が曽爾村等で一泊二日で行う。アスレチック体験や、カレー作りなどをする。

## 進学先
私立中学校への進学でなければ、基本的に河合第二中学校への進学となる。なお、河合第二小学校も河合第二中学校へ進学する。

## アクセス
- 最寄駅は近鉄田原本線の佐味田川駅。

## 周辺施設
- 近畿郵政研修センター(隣接している)